# 劇的空間
劇的空間（げきてきくうかん）は、1997年9月29日から2014年3月31日までテレビ朝日（関東ローカル）で放送されていた番組である。

## 概要
1997年秋の改編で『ワイド!スクランブル』が枠縮小され、『徹子の部屋』が13:20に移動（現在は13:00で放送中）に伴い設置された枠で、テレビ朝日で過去に放送された水曜21時枠刑事ドラマ（2010年代以降は「相棒」が中心）、「木曜ミステリー」で放送された作品を主に再放送している。たまに、「木曜ドラマ」の作品も再放送する。
当枠と「スーパーJチャンネル」はSBを挟まずに接続する。
当初は13:55 - 14:48で放送、その後2006年4月3日に『東京サイト』が13:55に移動すると、2012年3月30日までは13:59 - 14:55で放送されていたが、2012年4月2日からは『劇的5ch!』と時間を入れ替える形で15:57 - 16:53に放送されるようになり、オープニングもゴーちゃん。が登場してから変更された。
ただし祝日は『劇的5ch!』が16:30まで延長し、『スーパーJチャンネル』が16:30から前倒して放送するため休止する。
2012年4月2日の枠移動後は、ごく同年7月頃の一時期を除き、事実上『相棒セレクション』放送専用枠と化していた。

## その後
2014年4月1日から再放送枠の放送時間見直しを行い、13:05 - 14:55・14:59 - 15:56 ・15:56 - 16:53の2時間枠+1時間枠×2に再編。13:05 - 14:55には新たな枠名『ゴゴワイド・第1部』が付され、『土曜ワイド劇場』の再放送枠や『木曜ミステリー』などの連続ドラマ2話分の再放送に充当し、14:59 -15:56には新たな枠名『ゴゴワイド・第2部』が付され、『木曜ミステリー』などの連続ドラマの再放送に充当し、15:56 - 16:53には『相棒』再放送枠に充当し、本枠のサブ枠名で用いられていた枠名『相棒セレクション』が付された。日により、『ゴゴワイド・第2部』休止の上、『相棒セレクション』を前倒し・拡大することがある（『ゴゴワイド・第1部』も休止の上、『相棒セレクション』に充当し、『東京サイト』による中断をはさみ、2部制とする日もある）。
その後『ゴゴワイド』は、2014年9月29日より『ワイド!スクランブル』第2部の放送枠が12:44 - 13:05から12:30 - 13:45に拡大し、『上沼恵美子のおしゃべりクッキング』（朝日放送制作）が12:30から13:45に、『東京サイト』が14:55から14:00にそれぞれ移動するのに伴い、放送枠を1時間繰り下げて14:04 - 15:56に変更、同時に『第2部』を廃止して『第1部』だけの単独番組になった。
そして2015年3月30日より、『スーパーJチャンネル』の月 - 木の開始時刻が16:50、金曜が15:50にそれぞれ変更されるため、月 - 木の『ゴゴワイド』は14:04 - 15:55と15:55 - 16:50の2部体制が復活、金曜は14:04 - 15:50の1部体制のみになる。これに伴い『相棒セレクション』は廃枠になり、今後『相棒』は『ゴゴワイド』内で再放送される。
その後しばらく変更は無かったが、2017年4月より『スーパーJチャンネル』金曜放送が16:50 - 19:00に戻り（1時間縮小）、『ゴゴワイド』金曜放送は月 - 木と同じ2部体制に戻る。そして2018年4月からは、『ワイド!スクランブル』第2部の12:30 - 13:40へ拡大に伴い、『おしゃべりクッキング』と『東京サイト』が5分繰り上がったため、『ゴゴワイド』も5分繰り上がり、第1部は13:59開始、第2部は15:53開始に変更された。